# St. Nikolai (Dietzenrode)

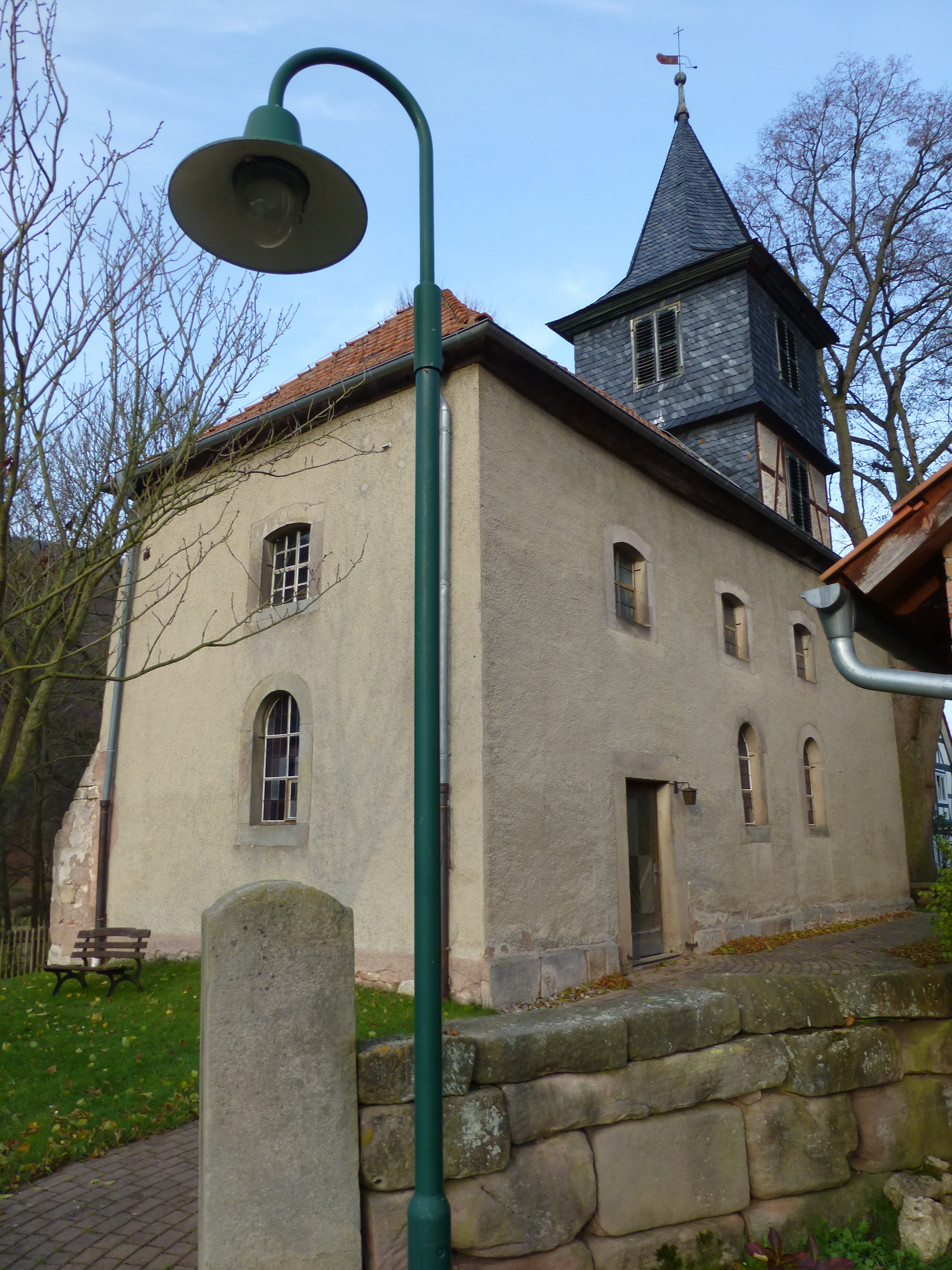
St. Nikolai

Die evangelische Dorfkirche St. Nikolai steht mitten im Ortsteil Dietzenrode der Gemeinde Dietzenrode-Vatterode im Landkreis Eichsfeld in Thüringen.

## Historischer Hintergrund
In der Reformationszeit wurde der Orte etwa um 1550 evangelisch und blieb es auch nach der Gegenreformation, weil in Wahlhausen im Normaljahr 1624 ein evangelischer Pfarrer tätig war. Dietzenrode war seit 1585 Filialkirche von Wahlhausen, vorher von Allendorf. 1750 wurde vom Bau einer Kirche mit dem Titel Bischof Nikolaus berichtet. Das Patronat hatten lange Zeit die Herren von Hanstein inne. Kirchenbücher gehen bis etwa 1718 zurück.

## Geschichte
Im Jahre 1829 erhielt das Kirchengebäude seine heutige Gestalt. Es besteht aus einem Kirchenschiff und rechteckig abgeschlossenen, nicht abgesetztem Chor, über dem sich der Kirchturm erhebt. Der Turmhelm ist spitz und er wird von einem Fachwerkgeschoss getragen.
Im östlichen Teil des Komplexes wurde auf altem Mauerwerk vom Kirchenschiff und dem Unterbau des Turmes neu gebaut. Der westliche Teil mit Turmhelm und Südportal sowie Wetterfahne mit der Jahreszahl 1829 wurden angefügt.

## Ausstattung
Kircheninneres und Chor sind mit einer flachen Holztonne versehen. Die Ausstattung ist aus dem 19. Jahrhundert, einfach und schlicht.
Die größere Glocke trägt eine Inschrift mit der Jahreszahl 1587 sowie einen Ornamentfries mit Lilien. Die kleine Glocke wurde 1849 in Freienhagen gegossen.